# Epsilon Tauri b
Epsilon Tauri b (en abrégé ε Tau b), aussi appelée Amateru, est une planète extrasolaire (exoplanète) confirmée en orbite autour de l'étoile Epsilon Tauri, dans la constellation zodiacale du Taureau.